# Барранкуш
Барранкуш (порт. Barrancos, МФА: bɐ'rɐ̃kuʃ или bɐ'ʁɐ̃kuʃ) — посёлок городского типа в Португалии, центр одноимённого муниципалитета округа Бежа. Численность населения — 1,9 тыс. жителей. Посёлок и муниципалитет входит в регион Алентежу и субрегион Байшу-Алентежу. По старому административному делению входил в провинцию Байшу-Алентежу.

## Расположение
Посёлок расположен в 78 км восточнее города Бежа на берегу речки Сильо (бассейн реки Гвадиана) на границе с Испанией.
Расстояние до:
- Лиссабон — 198 км
- Бежи — 78 км
- Эворы — 94 км
- Фару — 150 км
- Сетубала — 172 км

Муниципалитет граничит:
- на севере — с Испанией
- на востоке — с Испанией
- на юге — с муниципалитетом Мора
- на западе — с муниципалитетом Мора
- на северо-западе — с муниципалитетом Моран

## Население
| Население муниципалитета Барранкуш (1801—2004) | Население муниципалитета Барранкуш (1801—2004) | Население муниципалитета Барранкуш (1801—2004) | Население муниципалитета Барранкуш (1801—2004) | Население муниципалитета Барранкуш (1801—2004) | Население муниципалитета Барранкуш (1801—2004) | Население муниципалитета Барранкуш (1801—2004) | Население муниципалитета Барранкуш (1801—2004) | Население муниципалитета Барранкуш (1801—2004) |
| ---------------------------------------------- | ---------------------------------------------- | ---------------------------------------------- | ---------------------------------------------- | ---------------------------------------------- | ---------------------------------------------- | ---------------------------------------------- | ---------------------------------------------- | ---------------------------------------------- |
| 1801                                           | 1849                                           | 1900                                           | 1930                                           | 1960                                           | 1981                                           | 1991                                           | 2001                                           | 2004                                           |
| 2094                                           | 2042                                           | 2659                                           | 3210                                           | 3429                                           | 2157                                           | 2052                                           | 1924                                           | 1825                                           |

## История
Посёлок основан в 1295 году.

## Достопримечательности
- Муниципальный музей Барранкуш
- Музей археологии и этнографии Барранкуш

## Экономика
Среди видов экономической деятельности важнейшими являются сельское хозяйство и животноводство. Центр производства свинины на Пиренейском полуострове.

## Районы
| Фрегезии (районы) муниципалитета Барранкуш | Фрегезии (районы) муниципалитета Барранкуш | Фрегезии (районы) муниципалитета Барранкуш | Фрегезии (районы) муниципалитета Барранкуш | Фрегезии (районы) муниципалитета Барранкуш | Фрегезии (районы) муниципалитета Барранкуш | Фрегезии (районы) муниципалитета Барранкуш |
| ------------------------------------------ | ------------------------------------------ | ------------------------------------------ | ------------------------------------------ | ------------------------------------------ | ------------------------------------------ | ------------------------------------------ |
| №                                          | Наименование                               | Оригинальное наименование                  | Кол-во жителей чел.(2001)                  | Территория км²                             | Плотность чел./км²                         | Почтовый индекс                            |
| 1                                          | Барранкуш                                  | Barrancos                                  | 1 924                                      | 168,43                                     | 11,42                                      | 7230-000 BARRANCOS                         |